# 沃莫爾德冰山麓

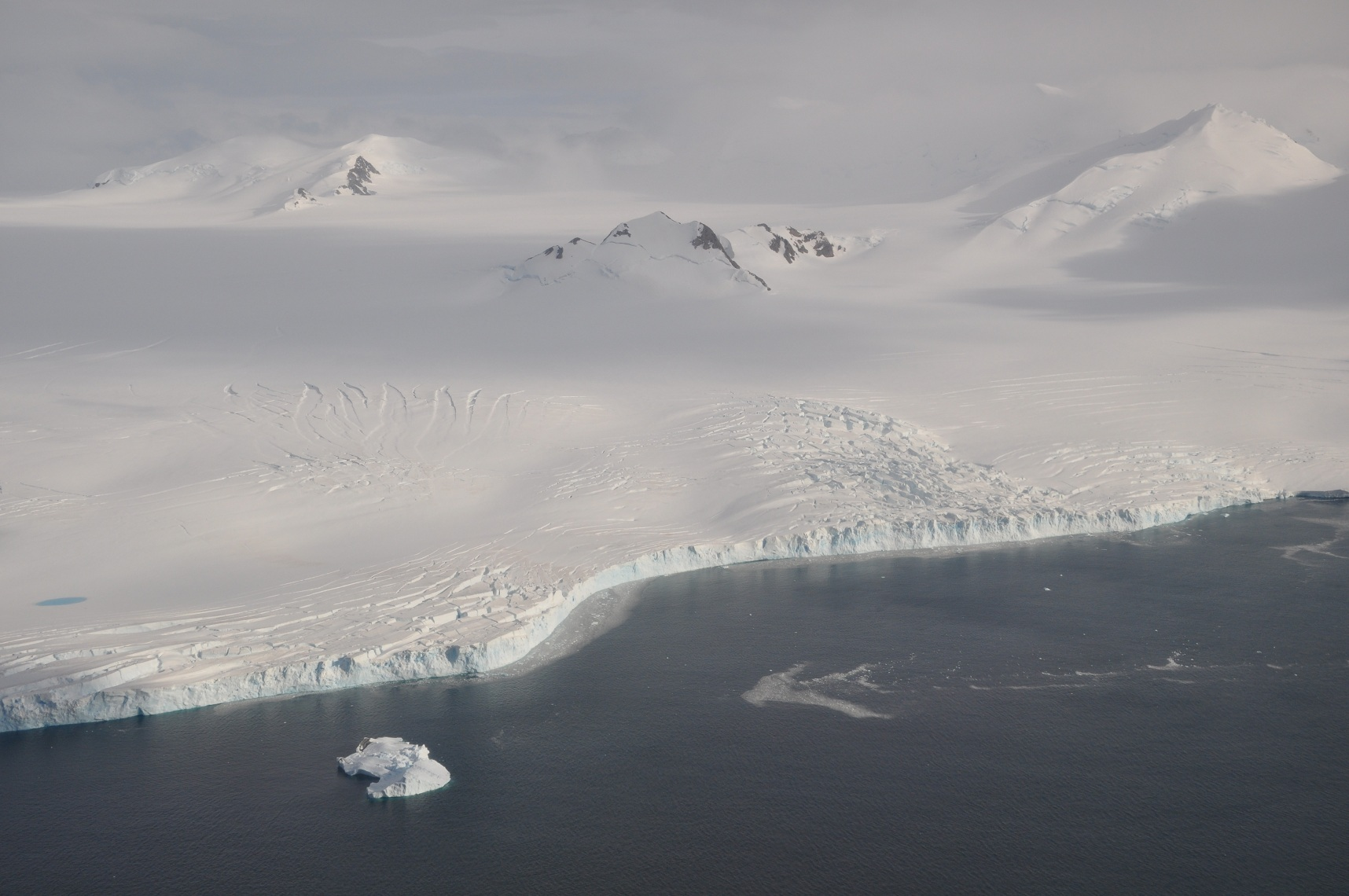

沃莫爾德冰山麓（英語：Wormald Ice Piedmont），是南極洲的冰山麓，位於葛拉漢地的阿德萊德島，處於羅瑟拉角和賽英峰之間的賴特半島東部，由英國研究隊測量，現時由南極條約體系管理。